# Семейство GH4
Семе́йство GH4 гликози́л-гидрола́з – семейство каталитических доменов белков, обладающих гликозил-гидролазными активностями. Также включает гомологичные им домены, возможно не обладающие такими активностями. Всего известно более 600 белков, содержащих домены семейства GH4, большинство из них принадлежит бактериям. У белков этого семейства описано пять энзиматических активностей: α-глюкозидазная (К.Ф.3.2.1.20), α-галактозидазная (К.Ф.3.2.1.22), 6-фосфо-β-глюкозидазная (К.Ф.3.2.1.86), мальтоза-6-фосфат-глюкозидазная (К.Ф.3.2.1.122) и α-глюкуронидазная (К.Ф.3.2.1.139). Необычным свойством этого семейства является то, что его представители используют в качестве кофактора НАД+.